# (3273) Drukar
(3273) Drukar – planetoida należąca do zewnętrznej części pasa głównego asteroid okrążająca Słońce w ciągu 6 lat i 104 dni w średniej odległości 3,4 j.a. Została odkryta 3 października 1975 roku w Krymskim Obserwatorium Astrofizycznym w Naucznym na Krymie przez Ludmiłę Czernych. Nazwa planetoidy pochodzi od zajęcia Iwana Fedorowa (ok. 1510-1583), jednego z pierwszych drukarzy w Rosji i na Ukrainie (słowo drukar oznacza drukarza w języku ukraińskim). Przed nadaniem nazwy planetoida nosiła oznaczenie tymczasowe (3273) 1975 TS2.